# آلومينيوم المهدي (غتشين)
آلومينيوم المهدي (بالفارسية: مجتمع آلومینیم المهدی) هي مستوطنة تقع في إيران في قسم غتشين الريفي. يقدر عدد سكانها بـ 1,319 نسمة .